# Kyokko

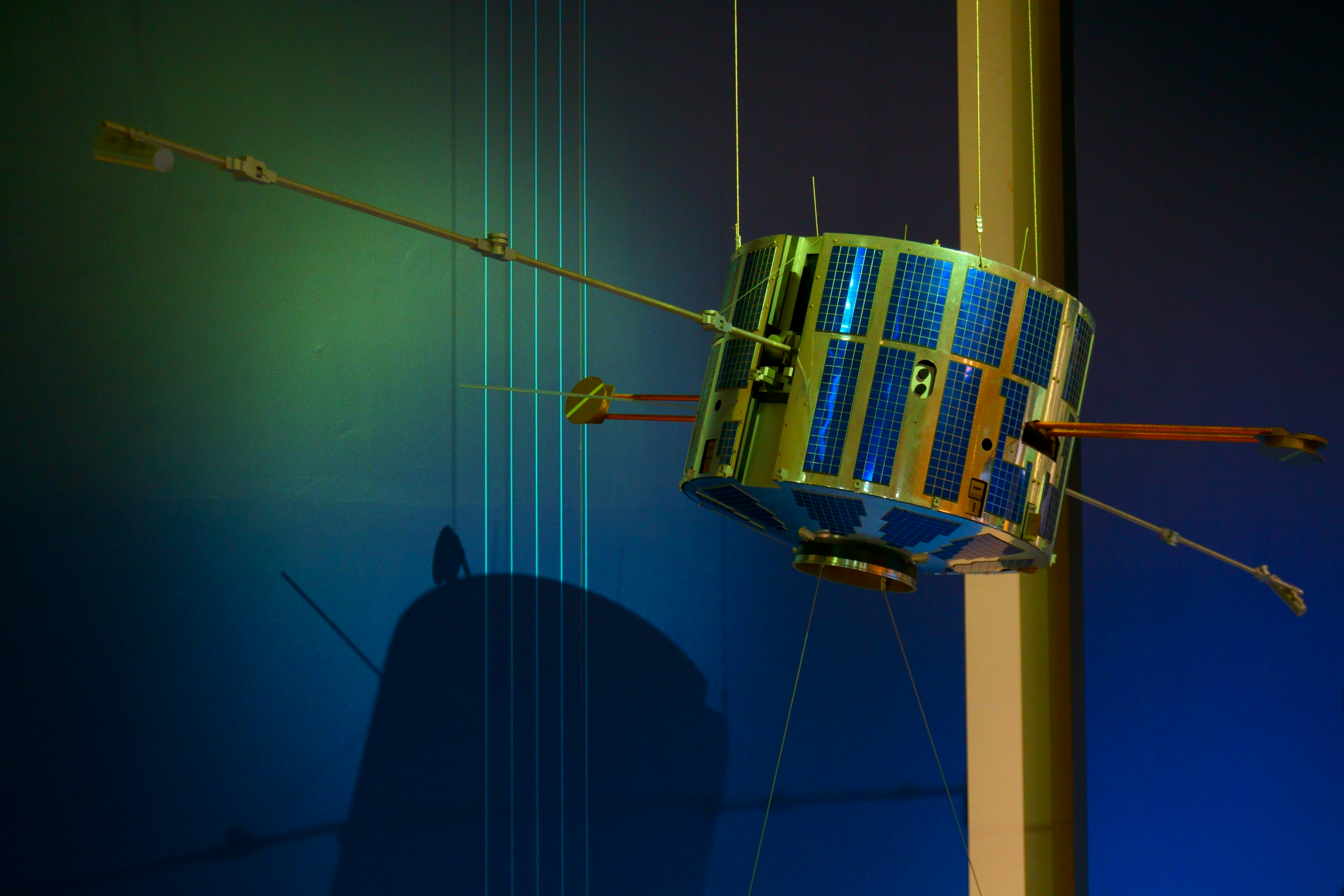
Kyokko

EXOS A (Exospheric Satellite A), também denominado de Kyokko, foi um satélite artificial japonês lançado em 4 de fevereiro de 1978 por meio de um foguete M-3H a partir do Centro Espacial de Kagoshima.

## Características
O EXOS A, ao lado do EXOS B (Jikiken), foi uma contribuição japonesa para o ao Estudo Magnetosférico Internacional (IMS por sua sigla em inglês). Sua missão foi estudar os fenômenos aurorais e da magnetosfera e ionosfera terrestre. O satélite tinha forma cilíndrica, com 0,946 m de diâmetro, e com cones truncados como extremidades do cilindro. A alimentação elétrica era fornecida pelas células solares que recobriam quase toda a superfície do satélite e produziam até 35 watts de potência, com o apoio de uma bateria de níquel-cádmio. Do equador do satélite sobressaiam dois mastros de 1,9 m de comprimento, com um ímã na extremidade de cada mastro para facilitar o alinhamento do eixo do satélite com as linhas locais do campo magnético terrestre. Do corpo do satélite também sobressaiam dois conjuntos de antenas quadripolo de polarização circular, um deles para transmitir em UHF (400 MHz) e outro para transmitir em VHF (a 136 MHz para telemetria e 148 MHz para comandos). Os dados recolhidos eram armazenado em uma fita magnética capaz de armazenar 160 minutos de dados 512 bps ou 40 minutos a 2048 bps.
O EXOS A deixou de operar em 2 de agosto de 1992. Entre os resultados científicos obtidos pelo satélite, é a observação das auroras polares a partir do espaço na região ultravioleta (1300 angstrom), descobrindo que, quando surgem as auroras ocorre uma perturbação no plasma, produzindo uma forte emissão de ondas eletromagnéticas.

## Instrumentos
O EXOS A levava a bordo os seguintes instrumentos:
- Sondas de elétrons.
- Analisador de energia de elétrons.
- Cêmara de televisão para aurora em ultravioleta.
- Espectrofotômetro para o resplandor em ultravioleta.
- Espectrômetro de masas para íonss.
- Medidor eletrostático de ondas de plasma.